# Municipio de Grand Meadow (Minnesota)
El municipio de Grand Meadow (en inglés: Grand Meadow Township) es un municipio ubicado en el condado de Mower en el estado estadounidense de Minnesota. En el año 2010 tenía una población de 306 habitantes y una densidad poblacional de 3,31 personas por km².

## Geografía
El municipio de Grand Meadow se encuentra ubicado en las coordenadas 43°43′3″N 92°37′48″O / 43.71750, -92.63000. Según la Oficina del Censo de los Estados Unidos, el municipio tiene una superficie total de 92.42 km², de la cual 92,42 km² corresponden a tierra firme y (0 %) 0 km² es agua.

## Demografía
Según el censo de 2010, había 306 personas residiendo en el municipio de Grand Meadow. La densidad de población era de 3,31 hab./km². De los 306 habitantes, el municipio de Grand Meadow estaba compuesto por el 97,71 % blancos, el 0,33 % eran asiáticos y el 1,96 % eran de una mezcla de razas. Del total de la población el 0 % eran hispanos o latinos de cualquier raza.